# 佳冬西隘門
佳冬西隘門，又稱為佳冬褒忠門，是指台灣屏東縣佳冬鄉茄冬柵門所留下之城門遺址，位於現六根村冬根路口，於1985年被列為屏東縣縣定古蹟。

## 沿革

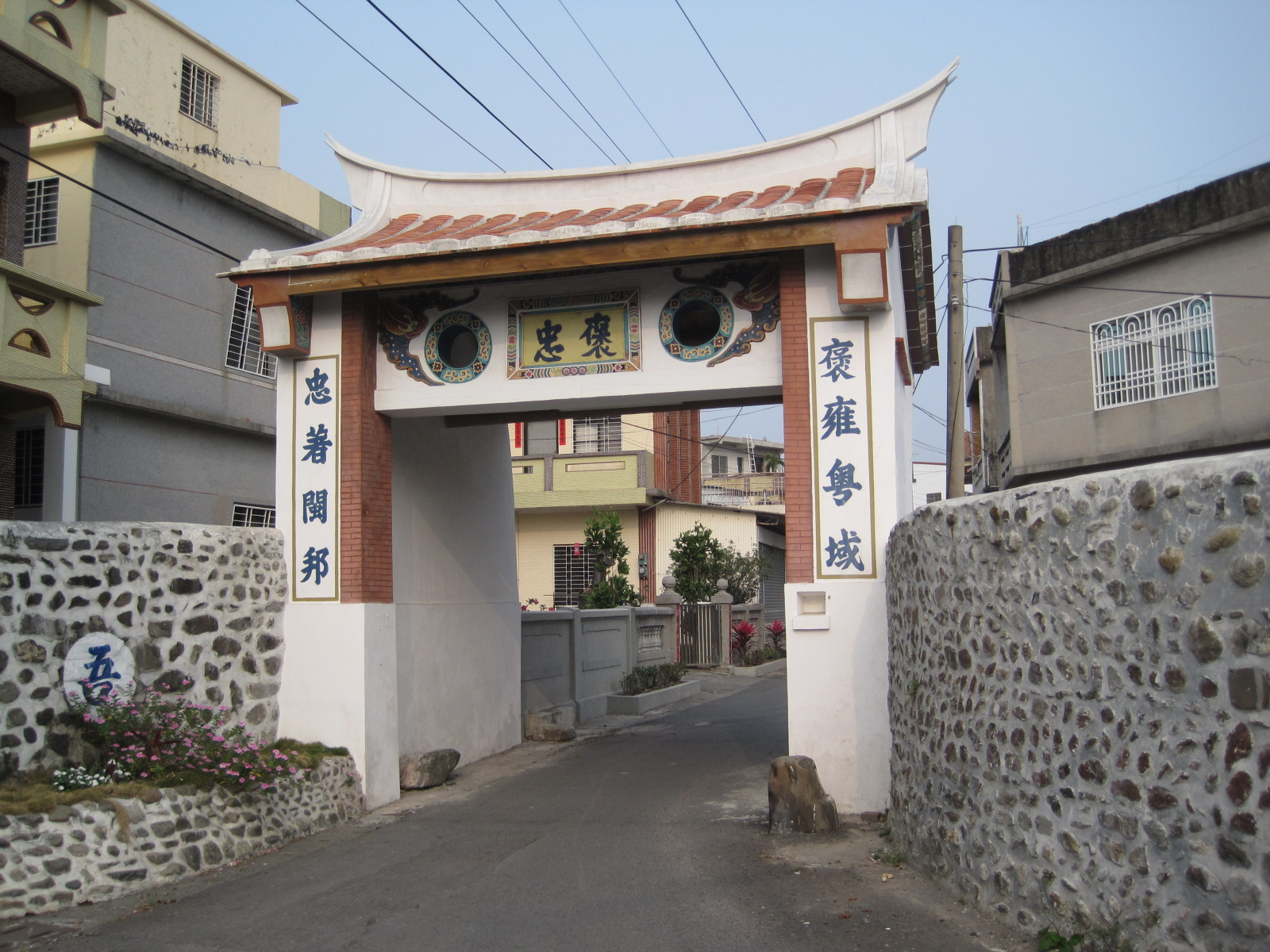
佳冬西隘門

茄苳腳於清末屬鳳山縣港東中里，原稱六根庄或下六根庄，其中茄冬柵門創建於清光緒年間16年(1890年），是歸於當時閩、客、排灣族三個族群經常發生衝突，設置於三族群聚落之交接處的客家人聚落為求自衛，因此在村庄周圍皆種植莿竹而造，成為構成守護昔日茄苳地區的防禦工事。 當時，整個聚落共設置東、西、南、北等四個隘門以為進出孔道。根據北隘門現存之<港東里建立褒忠碑>顯示，隘門上的「褒忠」碑是於1811年（清嘉慶16年）所立，故現存之隘門門樓形式大約於1811年左右完工。另外在1850年（道光30年）時，因門樓「年湮日遠，牆壁傾頹，棟樑朽壞」，因此庄民乃集資重修。

1895年10月11日，因乙未戰爭爆發，並進軍茄冬庄，由日本乃木希典大將率領的臺灣遠征軍第二師團約7,930人從枋寮街北方番仔崙莊登陸，隨之則和茄苳腳雙方爆發茄苳腳之役。並在東隘門與步月樓遭受客家義民激烈的反抗，左堆軍因不敵日軍的武力優勢，以茄苳腳的蕭家祖屋步月樓為最後防線。但在各堆客家軍支援之前，戰至翌日丑時，日軍即攻陷茄苳腳，步月樓戰役終告結束。爾後至日治期間並無留下相關的興修資料，茄冬柵門和城牆也在村莊現代化下漸漸消失。
1985年11月27日，茄苳西隘門被內政部指定為三級古蹟，後在1996年隘門因結構受損嚴重，乃將江正立面重新整修，當前該城的四個隘門中，南柵門因修築公路拆除，東柵門則徒留<重建六根莊門樓碑記>而消失殆盡，只僅存西隘門與北隘門，其中又以西隘門規模最為完整，雖兩座城門早已失去實質的防禦功能，但則具有見證該聚落歷史發展、客家義民與抗日事件的重要意義。

## 建築
當前西隘門為該城保留最為完整之建築，屋頂採硬山擱檁式結構，屬關塞型隘門。結構主要以紅磚、白灰、木材混合興建而成，外向立面嵌有仿乾隆因過去六堆客家人助清廷平訂朱一貴事件、林爽文事件，所特別頒賜臺灣客家人，頒封御筆的「褒忠」二字，以作為表揚其保衛之精神，而「褒忠」橫額兩側有對稱圓形之防禦銃孔與泥塑蝙蝠圖案，左右柱面題「褒雍粵城，忠著閩邦」，傳達客家人過去保家衛鄉、幸福安居的忠義精神，當前門扇均拆除,現為六根村交通之出入要道，兩側則存留一小段城牆遺跡。

## 北隘門

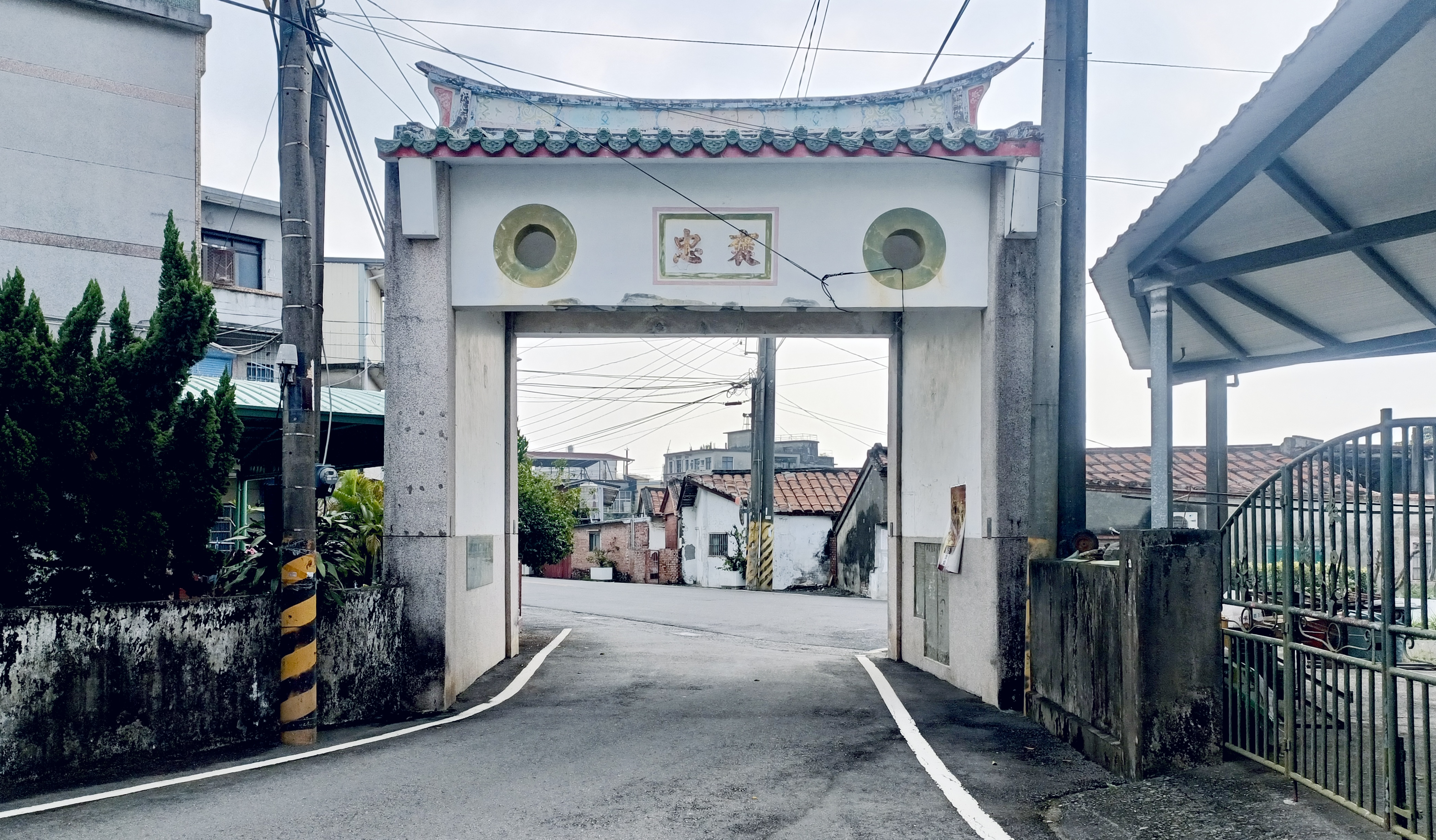
北隘門今貌。

北隘門位於溝渚路口，因過去風災損毀後失去原貌，當前結構則有鋼筋水泥替代，以並未被列為古蹟。而隘門內則存有<港東里建立褒忠碑>，共有三塊石碑，設立年代為1820年（嘉慶25年），2014年時該石碑曾受到不明人士噴漆破壞。

## 外部連結
- 佳冬西隘門 - 文化部iCulture （页面存档备份，存于）
- 茄冬西隘門 -  數位典藏與數位學習聯合目錄 （页面存档备份，存于）